# Nervous Records
Nervous Records és una discogràfica independent de música rockabilly anglesa. Va ser fundada l'any 1979 per Roy Williams, un punxadiscos de l'escena rock and roll britànica.
Nervous Records és considerat el segell discogràfic capdavanter darrere de l'aparició de l'escena neorockabilly i psychobilly al Regne Unit a principis dels anys 1980 present al Klub Foot, i va publicar molts dels primers discos d'artistes clau del gènere, com ara The Polecats, The Sharks, Frenzy i Restless, així com grups d'altres països europeus com Batmobile o Nekromantix.